# Ovikens kommunala realskola
Oviken kommunala realskola var en kommunal realskola i Myrviken verksam från 1958 till 1972.

## Historia
Skolan inrättades som kommunal realskola 1 juli 1958..
Realexamen gavs från 1962 till 1972.
Skolbyggnaden används efter realskoletiden av Myrvikens skola.